# Жуенвил
Жуенвил (на английски: Joinville Island; на френски: Île Joinville) е най-големият остров в архипелага Жуенвил, разположен в крайната северозападна част на море Уедъл, попадащо в акваторията на Атлантическия сектор на Южния океан. Остров Жуенвил се намира в централната част на архипелага, като протока Антарктик на запад го отделя от полуостров Тринити (крайната северна част на Антарктическия полуостров). На север протока Ларсен го отделя от остров д'Юрвил, а на юг протока Актив – от остров Дънди. Дължина от запад на изток 74 km, ширина до 22 km, площ 1607 km². Бреговата му линия е силно разчленена от множество заливи и полуострови. Остров Жуенвил се състои от поредица долини и заливи, включително залива Суспирос и долината Балаена. Релефът е планински с максимална височина връх Толус 825 m, разположен в централната му част.
Островът е открит на 27 февруари 1838 г. от френския мореплавател Жул Дюмон-Дюрвил по време на неговата околосветска експедиция (1837 – 40) в Южния океан, който наименува новооткрития остров в чест на Франсоа д’Орлеан, принц Жуенвил (1818 –1900) трети сина на френския крал Луи-Филип.
На остров Жуенвил има автоматична метеорологична станция, управлявана от Бразилия, в която непостоянно живеят около 15 – 20 изследователи.